# Никитинская (Московская область)
Никитинская — деревня в Шатурском муниципальном районе Московской области. Входит в состав Кривандинского сельского поселения. Население — 26 чел. (2013).

## Расположение
Деревня Никитинская расположена в центральной части Шатурского района, расстояние до МКАД порядка 127 км. Высота над уровнем моря 121 м.

## Название
Название происходит от личного имени Никита или фамилии Никитин.

## История
Деревня возникла в начале XX века. В 1920—1940 годах в деревне находился овощеводческий совхоз.
В советское время деревня входила в Бордуковский сельсовет.

## Население
| 1931 | 1970 | 1993 | 2002 | 2006 | 2010 |
| ---- | ---- | ---- | ---- | ---- | ---- |
| 94   | ↘84  | ↘37  | ↘30  | ↘24  | ↗34  |
| 2011 | 2013 |      |      |      |      |
| ↘24  | ↗26  |      |      |      |      |